# Mouvement gymnique allemand
Le mouvement gymnique allemand, créé à la fin du XVIIIe siècle dans la lignée de l'éducation rousseauiste est devenu, au cours de la première moitié du XIXe siècle, dans la ferveur pangermaniste née de l'invasion napoléonienne, un instrument de mobilisation et de formation capital pour la naissance d'une nouvelle Allemagne unie et forte. 

## Les origines de la gymnastique en Allemagne
La gymnastique moderne nait en Allemagne  à la fin du XVIIIe siècle sous l'influence des philosophes des Lumières : pour former un honnête homme, il faut associer à l'instruction intellectuelle et morale une éducation des corps.
En 1773, Johann Bernhard Basedow, admirateur et disciple de Rousseau, fonde à Dessau une école dans laquelle les exercices physiques ont une place d’honneur. En 1784, Christian Gotthilf Salzmann disciple de Basedow, crée à son tour une école à Schnepfenthal, près de Gotha. Johann Christoph Friedrich GutsMuths y enseigne de 1785 à 1839.
Dès 1804, GutsMuths avait attiré l’attention du ministre prussien Massow sur l’utilité d’introduire les exercices physiques obligatoires dans les écoles afin de préparer de bons soldats pour l’avenir. Cette utilité fut aussitôt admise mais cette approbation demeura théorique et ne se traduisit par aucune mesure concrète. Ce fut une association privée et secrète qui ouvrit en 1809 à Braunsberg le premier gymnase (en allemand : Turnplatz).

## Les sociétés de gymnastique
En 1810, l'Allemagne est sous occupation française. Celle-ci est devenue très impopulaire. Ludwig Jahn est un patriote qui centre ses pensées sur le relèvement germanique. Il fonde avec onze amis l'Alliance allemande pour la libération et l'unification de l'Allemagne (Deutscher Bund zur Befreiung und Einigung Deutschlands) le 13 novembre 1810 à Hasenheide près de Berlin. Il se réunit régulièrement avec ses élèves et ses amis dans des randonnées et des activités sportives. Le 19 juin 1811, il établit des compétitions de gymnastique publiques dont il fonde les règles. Dans le domaine de la gymnastique, il invente de nouveaux agrès comme les barres parallèles ; il crée les mouvements gymniques de masse. Sur un plan plus symbolique, il fait porter à ses élèves un costume spécial ; leur attribue des matricules cabalistiques qui dissimulent les grandes dates de l'Allemagne ; restaure d'anciennes formes du langage teutonique. Ce symbolisme, discuté et ridiculisé par les élites, devient populaire dans le peuple.
En 1813 et 1814, après la Guerre de Libération où Jahn et ses élèves se battent courageusement, les « Sociétés » ou « Cercles de Gymnastique » (en Allemand : Turnverein) se développent dans toute l'Allemagne.
Sous l'aspect rassurant de cercles sportifs se forme ainsi un réseau de sociétés demi-secrètes, dont les principes sont patriotiques, pangermanistes, paramilitaires, parfois antisémites sous l'influence de Jahn et dont l'objectif est de former des hommes forts, courageux, disciplinés pour le redressement de l'Allemagne et la revanche contre l'occupation française.
À partir de 1860, le mouvement se développe avec vigueur ; six mille gymnastes participent au festival de 1861 à Berlin ; vingt mille à celui de Leipzig en 1863. En 1864, le nombre des adhérents est déjà de 170 000 ; il atteint 550 000 en 1896.

## AuXXesiècle
L'esprit des sociétés de gymnastique partageait de nombreux points communs avec l'idéologie nazie. C'est lui qu'on voit magnifié aux Jeux olympiques de Berlin en 1936, en particulier dans le film Les Dieux du stade sinon dans la réalisation de Leni Riefenstahl du moins dans le sens que le nazisme lui a donné.
L'utilisation du sport par la République démocratique allemande a relevé des mêmes principes.